# Timespinner
Timespinner est un jeu vidéo indéveloppé par Lunar Ray Games. Lancé sur la plateforme Kickstarter en juin 2014, le jeu était prévu pour novembre 2015. Toutefois, le projet a pris plus d'ampleur que prévu grâce au succès de la campagne de financement, et a été publié en septembre 2018. Une version multilingue est sortie le 5 février 2019.

## Système de jeu
Timespinner est un jeu de plateforme action, où le joueur contrôle Lunais, une Time Messenger.
La mécanique de jeu s'inspire de celle de Castlevania: Symphony of the Night.
Le système d'attaque se base sur des orbes, chacune ayant une portée et des dégâts différents. Très rapidement, Lunais obtient la capacité de bloquer le temps temporairement, afin d'éviter les attaques ou rebondir sur les objets afin d'atteindre une zone inaccessible.

## Synopsis
Depuis des générations, le clan Qaelan garde le Timespinner, un appareil permettant de voyager dans le temps dans le but de prévenir le clan des menaces futures. Lunais, une jeune fille de 20 ans formé pour devenir Time Messenger, voit sa fête d’anniversaire interrompue par une attaque meurtrière de l'empire Lachiemei et se voit forcer d'abandonner sa famille pour toujours et d'utiliser le Timespinner pour prévenir le clan. Mais tout ne se passe pas comme prévu, et Lunais se retrouve sur une planète inconnue, se demandant comment se venger de l'empire ayant assassiné sa famille,.